# 容尚謙
容尚谦（1863年—1954年），族名征兰，号辉珊，广东香山县南屏乡（今珠海市香洲区南屏镇）人。中国近代著名将领。

## 生平
容闳侄子。清同治十一年(1872)，容尚谦入选为中国首批官费赴美留学幼童，学习采矿。回国后，被分配到马尾福建船政学堂驾驶班学习，之后进入广东海军、南洋海军。在福建船政学堂同期同学有詹天佑、欧阳赓、陈巨镛、陆永泉、邓士聪、吴应科、苏锐钊、宋文翔、邓桂廷、邝咏钟、徐振鹏、薛佑福、杨兆楠、黄李良、吴其藻等。这16名留美学生被单独组成一个班，即驾驶班第八届，其中有陆永泉、邓桂廷两人未毕业，因故离校，剩下14名学习直至毕业。
光绪十年（1884年），中法馬江海戰爆发时，他担任清政府五品海军军官，在炮舰揚威號無防護巡洋艦上参与作战。扬威舰的右舷中鱼雷受了重伤，容尚谦潜入水中，游至海岸，他与吴其藻二人幸免于难。在参加海战的六名中国留美幼童中，有四人恪尽职守，为国捐躯。光绪二十年，他擔任寰泰號無防護巡洋艦舰长，率舰参加1894年中日战争。之后，他担任多年航船经理，后任京奉铁路交通经理。1954年5月，在上海家中去世，终年91岁。